# クールノー競争
クールノー競争（くーるのーきょうそう、英: Cournot competition）とは、企業が互いに独立して同時に生産量を決める産業構造の経済モデルのこと。ミネラルウォーターの複占市場における競争にインスピレーションを得てモデルを考案したアントワーヌ・オーギュスタン・クールノーに由来する。

## 概要
クールノー競争市場は以下のような特徴を持つ。
1. 複数の企業が同質財を生産している。
2. 企業は協力し合わない（共謀はない）。
3. 各企業の生産量が価格に影響する。つまり、企業は価格支配力を持つ。
4. 企業の数は所与。
5. 企業は価格ではなく生産量を決める。
6. 企業は合理的であり、戦略的に行動し、競合他社の生産量を所与として利潤を最大化する。

各企業が、自社の生産量が競合他社の生産量の意思決定に影響しないという期待に基づいて利潤最大化をしていることを前提にしている。価格は総生産量の減少関数として記述され、全ての企業はこの価格関数を知っていると仮定する。
市場に存在する企業の数と他社の生産量を所与とする。市場価格は、需要がすべての企業の生産量の合計と等しくなる水準に設定される。各企業は、競合他社が設定した数量を所与とし意思決定する。

## 歴史
アントワーヌ・オーギュスタン・クールノーは、1838年の著書『Recherches sur les Principes Mathématiques de la Théorie des Richesses』で、2社の企業が存在するミネラルウォーター市場（複占）の競争を説明した。クールノーは各企業の利潤関数（利得関数）を設定し、次に偏微分を使用して、市場内の他の企業の特定の（外生的）生産量に対する企業の最適応答関数を導出した。そして、2社の最適応答関数の交点で安定した均衡が生じることを示した。
均衡点では、他社の行動に対する期待が自社の行動と整合的となり、どの企業も生産量を変更する誘因を持たない。この安定性の考え方は、後にナッシュ均衡として定義された。つまり、クールノー均衡はナッシュ均衡である。
この理論はレオン・ワルラスがクールノーを先駆者として認めるまでほとんど注目されなかった。ジョゼフ・ベルトランによるクールノーの理論に対する非同情的な批判は、激しい批判に晒された。アーヴィング・フィッシャーは、クールノーの理論について「素晴らしく示唆に富むが、重大な反対意見がないわけではない」と述べた。
クールノーの寡占理論（複占理論）は、ミクロ経済理論、特に産業組織論の分野に位置づけられている。クールノーの仮定を緩めたり修正したりして、ベルトラン競争やシュタッケルベルグ競争などの他の市場構造モデルも考案されている。クールノーの理論は、不完全競争への関心が再び高まった1930年代に、エドワード・チェンバリンやジョーン・ロビンソンなどの経済学者に影響を与えた。

## モデル
クールノーは、寡占市場における均衡について数学的な記述をしている。数学的なモデルは提示されているものの、企業行動についての言葉による直感的な説明は不足している。カール・シャピロは、現実の経済を実際に観察するとはクールノーの生産量競争モデルに相反する企業行動が見られると述べている。
ミネラルウォーターを販売する企業が2社存在し、それぞれが費用なしで無限に生産できると仮定する。ミネラルウォーターを直接消費者に販売するというよりも、卸売業者に提供すると仮定すると理解しやすいため、そのように仮定する。各企業は卸売業者に生産予定の数量を通知する。卸売業者は、需要関数{\displaystyle F}に生産量を代入して決定される市場清算価格を知る。そしてこの価格でミネラルウォーターを販売し、その収益を企業に支払う。
消費者の価格{\displaystyle p}におけるミネラルウォーターへの需要{\displaystyle D}を{\displaystyle F(p)}とする。{\displaystyle F}の逆需要関数を{\displaystyle f}とし、市場清算価格は{\displaystyle p=f(D)}で得られるとする。ただし、{\displaystyle D=D_{1}+D_{2}} and {\displaystyle D_{i}}は企業{\displaystyle i}による供給量（生産量）である。
各企業は、競合他社が供給している量を知っており、それを考慮して自分の供給を調整して利潤を最大化する。均衡では、両企業とも供給量を変更する誘因を持たない。

## モデルの具体例
企業1と企業2の2社のみで構成される市場があるする。各企業は同じ限界費用に直面すると仮定する。企業{\displaystyle i\in \{1,2\}}の生産量を{\displaystyle q_{i}}とする。{\displaystyle \chi }を限界費用とすると、可変費用は{\displaystyle C(q_{i})=\chi q_{i}}となる。この仮定は、両社が同じ生産単位あたりのコストに直面していることを示しています。収入は生産量に市場価格を掛けたものに等しいため、企業1と企業2の収入関数は   
{\displaystyle \Pi _{1}(Q)=p(Q)q_{1}-\chi q_{1}}
{\displaystyle \Pi _{2}(Q)=p(Q)q_{2}-\chi q_{2}}
となる。市場価格は供給量{\displaystyle Q=q_{1}+q_{2}}の関数であることがわかる。逆需要関数が{\displaystyle p=a-bQ}と書けるとする。このとき、{\displaystyle p=a-bq_{1}-bq_{2}}となる。
逆需要関数を価格関数{\displaystyle p(Q)}に代入すると、利潤関数：
{\displaystyle \Pi _{1}(q_{1},q_{2})=(a-bq_{1}-bq_{2}-\chi )q_{1}}
{\displaystyle \Pi _{2}(q_{1},q_{2})=(a-bq_{1}-bq_{2}-\chi )q_{2}}
が得られる。利潤最大化の1階の条件は、
{\displaystyle {\frac {\partial \Pi _{1}(q_{1},q_{2})}{\partial q_{1}}}=a-2bq_{1}-bq_{2}-\chi =0}
{\displaystyle {\frac {\partial \Pi _{2}(q_{1},q_{2})}{\partial q_{2}}}=a-bq_{1}-2bq_{2}-\chi =0}
となる。これは、利潤を最大化する企業は、限界費用({\displaystyle {\text{MC}}})が限界収入({\displaystyle {\text{MR}}})に等しくなる水準の生産量を生産することを意味する。利潤を最大化する生産量は{\displaystyle {\text{MC}}={\text{MR}}}を満たす。つまり、{\displaystyle {\text{MC}}-{\text{MR}}=0}を満たす。
以上の2つの式を簡単化すると、それぞれ
{\displaystyle q_{1}={\frac {a-\chi }{2b}}-{\frac {q_{2}}{2}}}
{\displaystyle q_{2}={\frac {a-\chi }{2b}}-{\dfrac {q_{1}}{2}}}
となる。この2つの式は、各企業が直面する価格{\displaystyle p}と限界費用{\displaystyle \chi }、ライバル企業の生産量を所与に最適な生産量を記述している。これは即ち企業の最適応答関数である。
これらの最適応答関数の交点としてナッシュ均衡を求めることができる。企業が対象的（限界費用とパラメーター({\displaystyle \chi })と直面する価格({\displaystyle p}が同じ)であるから、生産量が2つの企業で同一である {\displaystyle q_{1}=q_{2}=q^{*}}とすることで均衡を求めることができる。{\displaystyle q^{*}}を{\displaystyle q_{1},q_{2}}に代入すると、均衡生産量{\displaystyle q^{*}={\frac {a-\chi }{3b}}}を求めることができる。各企業が均衡生産量だけ生産するときの市場全体の生産量（供給量）は{\displaystyle Q=q_{1}^{*}+q_{2}^{*}={\frac {2(a-\chi )}{3b}}}となる。

## モデルのより一般的な記述
2つの企業の収入はそれぞれ{\displaystyle pD_{1}}、{\displaystyle pD_{2}}であり、価格が供給量の関数であることが明示的にわかるように記述すると、{\displaystyle f(D_{1}+D_{2})\cdot D_{1}}、{\displaystyle f(D_{1}+D_{2})\cdot D_{2}}である。企業1はパラメーターを所与に{\displaystyle D_{1}}を変動させて最適解を探す。つまり、{\displaystyle D_{1}}についての微分はゼロになるはずである。同様のことが企業2にも言えるので、
{\displaystyle f(D_{1}+D_{2})+D_{1}f'(D_{1}+D_{2})=0}
{\displaystyle f(D_{1}+D_{2})+D_{2}f'(D_{1}+D_{2})=0}
となる。均衡はこれらの式を連立させて解くことで得られる。これらの式を簡単化すると、
{\displaystyle D_{1}=D_{2}}
{\displaystyle 2f(D)+Df'(D)=0}, ただし{\displaystyle D=D_{1}+D_{2}}.
となる。2つの企業が対称的で同じ量を市場に供給することから、解は1つの式を{\displaystyle D_{i}^{2}}について解いてルートをとったものになるはずである。
もし企業1が{\displaystyle x_{\textsf {l}}}だけ市場に供給していたら、企業2は、赤の線を基に推論して収入を最大化するために{\displaystyle y_{\textsf {l}}}だけ供給するはずである。しかし、企業1も青の線を基に同様に考えて、{\displaystyle D_{2}}が{\displaystyle y_{\textsf {l}}}に等しいときは{\displaystyle x_{\textsf {ll}}}だけ供給するはずである。これによって、企業2はさらに{\displaystyle y_{\textsf {ll}}}に戦略を変更する。これが繰り返されて{\displaystyle (x,y)}の座標の{\displaystyle i}の点に行く着くはずである。
企業の戦略は均衡に向かって移動するため、この均衡は安定しているが、赤と青の曲線が入れ替わるとこれが安定的でなくなる。例えば、{\displaystyle m_{1}>m_{2}}となるため、均衡が安定的でなくなる。
{\displaystyle D_{1}}がゼロであるとき、2つの式は
{\displaystyle f(D_{2})=0}
{\displaystyle f(D_{2})+D_{2}f'(D_{2})=0}
に簡単化できる。1つ目の式は、価格がゼロのときに数量{\displaystyle D_{2}}が供給されることを意味している（これが市場が消費できる最大の数量である）。2つ目の式は{\displaystyle D_{2}f(D_{2})}の{\displaystyle D_{2}}についての微分がゼロであることを意味している。{\displaystyle D_{2}f(D_{2})}は数量{\displaystyle D_{2}}の市場価値である。微分ゼロの点では、それが最大化されている。
明らかに、市場価値を最大化する販売数量は、供給可能な最大数量よりも前に到達する。したがって、最初の方程式のルート {\displaystyle m_{1}} は、必然的に2つ目の式のルート {\displaystyle m_{2}} より大きくなる。

## 独占との比較
対称的企業のクールノー均衡が{\displaystyle 2f(D)+Df'(D)=0}の式で記述できることを確認した。{\displaystyle D}は、関数{\displaystyle f}と{\displaystyle F}を通じて価格{\displaystyle p}と関連している。価格{\displaystyle p}の関数として見れば、{\displaystyle F(p)+2pF'(p)=0}である。これは、独占のケースの{\displaystyle F(p)+pF'(p)=0}と比較して見ることができる。
{\displaystyle u=-{\frac {F(p)}{F'(p)}}}を定義し、横軸に価格{\displaystyle p}をとってその動きを見ることができる。独占価格は{\displaystyle u=p}がこの曲線と交わる点で得ることができる。企業が2社存在する複占のケースの価格は、{\displaystyle u=2p}がこの曲線と交わるところで得ることができる。曲線の形状にかかわらず、{\displaystyle u=2p}との交点は{\displaystyle u=p}の交点の左側に位置している。つまり、前者の方が後者よりも価格が低い。したがって、複占のケースの方が独占のケースよりも価格が低くなることがわかる。市場全体の生産量（均衡数量）は従って複占のケースの方が多くなる。
企業の数を{\displaystyle n}とすると、価格の式は{\displaystyle F(p)+npF'(p)=0}となる。価格は{\displaystyle u=np}と曲線の交点で得られる。したがって、企業の数が多くなれば多くなるほど価格は小さくなる。企業の数{\displaystyle n}が無限大になると、価格はゼロになる。非ゼロの限界費用が存在する場合は、価格は限界費用に等しくなる。

## 関連文献
- ジェームズ・フリードマン『Oligopoly Theory』(Cambridge University Press 、1983年)